# 54-та армія (СРСР)
П'ятдеся́т четве́рта а́рмія (54 А) (з 5 вересня по 25 вересня 1941 — 54-та окрема армія) — загальновійськова армія у складі Збройних сил СРСР під час німецько-радянської з 5 серпня 1941 по 31 грудня 1944.

## Командування
- Командувачі:
  - Маршал Радянського Союзу Кулик Г. І. (вересень 1941);
  - генерал-лейтенант Хозін М. С. (вересень — жовтень 1941);
  - генерал-майор Федюнінський І. І. (жовтень 1941 — квітень 1942);
  - генерал-майор Сухомлин О. В. (квітень 1942 — березень 1943);
  - генерал-майор, з вересня 1943 — генерал-лейтенант Рогинський С. В. (березень 1943 — 31 грудня 1944)